# Brachythecium capillaceum
Brachythecium capillaceum är en bladmossart som beskrevs av Giacomini 1947. Brachythecium capillaceum ingår i släktet gräsmossor, och familjen Brachytheciaceae. Inga underarter finns listade i Catalogue of Life.